# Red Bull RB14
A Red Bull RB14 egy Formula–1-es versenyautó, mely a 2018-as Formula–1 világbajnokság során volt a Red Bull Racing csapat autója. Pilótái Daniel Ricciardo és Max Verstappen voltak. Elődeihez hasonlóan ebben is Renault motor dolgozott (TAG Heuer névre átkeresztelve), de már utoljára, mert a következő évtől Honda motorokra váltottak.

## Évad
A korábbi évektől eltérően, amikor kisebb problémák miatt az előző évi autóval kellett megkezdeniük a teszteket, 2018-ban már az új modellt mutathatták be, fekete alapon sötétkék-ezüst színű teszt-festésben.
Rögtön az első versenyükön pontokat szereztek, majd Bahreinben mindkét versenyzőjük kiesett már az első körökben, műszaki hiba miatt. Kínában Ricciardo futamot nyert, Azerbajdzsánban viszont ismét kettős kiesés következett, miután versenyzőik összeütköztek. Verstappen Spanyolországban megszerezte első dobogóját, Ricciardo pedig Monacóban pole pozícióból futamot nyert, annak ellenére, hogy már a verseny elején meghibásodott az autója energia-visszanyelő rendszere és a váltója is. Ausztriában Verstappen nyert. Mexikóban a turbóérában először Red Bull első sor volt a futamon, amit Verstappen nyert, a pole pozícióból induló Ricciardo kiesett.
A csapat 419 gyűjtött ponttal a harmadik helyet szerezte meg a konstruktőrök között.

## Eredmények
(félkövérrel jelezve a pole pozíció, dőlt betűvel a leggyorsabb kör)
| Év   | Csapat                       | Motor     | Gumik | Pilóták    | Nagydíjak | Nagydíjak | Nagydíjak | Nagydíjak | Nagydíjak | Nagydíjak | Nagydíjak | Nagydíjak | Nagydíjak | Nagydíjak | Nagydíjak | Nagydíjak | Nagydíjak | Nagydíjak | Nagydíjak | Nagydíjak | Nagydíjak | Nagydíjak | Nagydíjak | Nagydíjak | Nagydíjak | Pontok | Helyezé |
| Év   | Csapat                       | Motor     | Gumik | Pilóták    | AUS       | BHR       | CHN       | AZE       | ESP       | MON       | CAN       | FRA       | AUT       | GBR       | GER       | HUN       | BEL       | ITA       | SIN       | RUS       | JPN       | USA       | MEX       | BRA       | ABU       | Pontok | Helyezé |
| ---- | ---------------------------- | --------- | ----- | ---------- | --------- | --------- | --------- | --------- | --------- | --------- | --------- | --------- | --------- | --------- | --------- | --------- | --------- | --------- | --------- | --------- | --------- | --------- | --------- | --------- | --------- | ------ | ------- |
| 2018 | Aston Martin Red Bull Racing | TAG Heuer | P     | Ricciardo  | 4         | KI        | 1         | KI        | 5         | 1         | 4         | 4         | KI        | 5         | KI        | 4         | KI        | KI        | 6         | 6         | 4         | KI        | KI        | 4         | 4         | 419    | 3.      |
| 2018 | Aston Martin Red Bull Racing | TAG Heuer | P     | Verstappen | 6         | KI        | 5         | KI        | 3         | 9         | 3         | 2         | 1         | 15†       | 4         | KI        | 3         | 5         | 2         | 5         | 3         | 2         | 1         | 2         | 3         | 419    | 3.      |

† Nem fejezte be a versenyt, de mivel megtette a táv 90 százalékát, ezért rangsorolták.